# Anhur (personaggio)
Anhur è una divinità immaginaria appartenente all'ambientazione Forgotten Realms per il gioco di ruolo fantasy Dungeons & Dragons. È una divinità minore del pantheon mulhorandi.
Il suo simbolo è rappresentato da un khopesh con una cordicella avvolta intorno e il pomello a forma di testa d'aquila. Nell'Unther invece il simbolo è un fulmine che attraversa una nuvola tempestosa.
La sua arma preferita è il Falco della Guerra, un falchion.
In AD&D Seconda Edizione le sfere maggiori sono: Charme, Combattimento, Elementale dell'Acqua, Elementale dell'Aria, Guardia, Guerra, Protezione, Sole, Tempo atmosferico, Totale; le sfere minori sono: Divinazione, Elementale del Fuoco, Elementale della Terra, Guarigione, Necromanzia, Tempo.
È probabilmente ispirato al dio della mitologia egizia Anhur.

## Caratteristiche
Anhur è il dio della guerra; la sua influenza è sia sulla furia della battaglia, sia sulla strategia e la pianificazione. Data la sua bontà però combatte solo contro il male a favore del bene. Si arrabbia difficilmente, ma la sua ira è leggendaria una volta provocata. È sempre allerta ed è particolarmente difficile sorprenderlo o coglierlo impreparato. A differenza delle altre divinità del pantheon, non è infastidito dalla presenza dei mortali, poiché ama la loro voglia di scherzare. La sua influenza sul tempo atmosferico è, al contrario di Isis, limitata a tuoni, fulmini e tempeste. Si sente particolarmente in colpa per non aver saputo, in passato, difendere il Mulhorand, in particolare dai Maghi Rossi di Thay; il suo odio per loro è condiviso dalla dea Nephthys, con cui è alleato. Ha avuto inoltre una relazione sentimentale con la dea Sharess.

### Manifestazioni
Anhur appare come un guerriero mulhorandi con quattro braccia, la pelle color rosso sangue, i capelli e la barba neri. Veste un kalasaris che, anziché essere di fine tessuto, è composto di scaglie metalliche similmente ad un'armatura; porta inoltre un copricapo piumato e brandisce fieramente una lancia con le due braccia di destra. I suoi occhi scuri sono in continuo movimento e seguono costantemente le mosse degli avversari. Quando spie o agenti di organizzazioni segrete si avventurano nel Mulhorand, Anhur appare come un leone all'orizzonte; anche avvicinandosi, il felino magicamente resterà sempre a distanza, lontano, come monito. Se i visitatori sono particolarmente pericolosi, appare come una nuvola temporalesca che li segue per tutto il tempo che rimangono nell'impero (se necessario può scagliare fulmini). In tempo di guerra può apparire ai soldati il suo fantasma, dello stesso aspetto dell'avatar.